# Lucas Black
Lucas York Black (Decatur, 29 de novembro de 1982) é um ator americano. Os papéis mais conhecidos que interpretou são Caleb Temple em American Gothic, Frank Wheatley em Sling Blade, Mike Winchell em Friday Night Lights, e Sean Boswell em The Fast and the Furious: Tokyo Drift, The Fast and the Furious 7 e Fast & Furious 9

## Biografia

### Vida pessoal
Black nasceu em Decatur, Alabama, nos Estados Unidos, filho de Jan Black, trabalhadora num escritório, e Larry Black, que trabalhava num museu; ele tem um irmão e uma irmã, Lee e Lori, respectivamente, que são mais velhos que Lucas. Black cresceu em Speake, Alabama e jogou no Speake Bobcats, graduando-se no ensino médio, em Maio de 2001.
Desde 2003, ele tem vivido em Columbia, no Missouri, depois de filmar um filme de cerca de 30 minutos em Fayette.[carece de fontes?]

### Carreira
Black estreou no cinema no filme de Kevin Costner, The War.  Posteriormente, ele foi escalado como Caleb Temple na série de televisão American Gothic da CBS, exibida entre 1995 e 1996, e nos filmes Sling Blade, Ghosts of Mississippi e The X-Files.  Mais tarde, Black estrelou como Conner Strong no filme de TV Flash (1997), que foi ao ar em O maravilhoso mundo da Disney;  no filme, seu personagem visita um cavalo todos os dias na esperança de comprá-lo.
Black desempenhou um papel coadjuvante como Oakley no drama histórico Cold Mountain (2003).  Em 2004, ele estrelou como Vernon, um prodígio de piano autista, no drama musical independente Killer Diller (2004), e como Mike Winchell no drama com tema de futebol Friday Night Lights (2004), dirigido por Peter Berg.
Black estrelou como Nat Banyon no filme de suspense independente Deepwater (2005), dirigido por David S. Marfield;  como Chris Kruger no filme de drama sobre a Guerra do Golfo, Jarhead (2005), dirigido por Sam Mendes;  e como Sean Boswell no terceiro filme de Velozes e Furiosos, Velozes e Furiosos: Desafio em Tóquio (2006), dirigido por Justin Lin.  Ele descreveu o último filme como aquele em que ele "se divertiu mais".
Black estrelou como Buddy no drama independente Get Low (2009), dirigido por Aaron Schneider;  como Jeep Hanson no thriller de fantasia com temas bíblicos Legion (2010);  e como Luke Chisholm, um jovem jogador talentoso que começou a fazer o tour profissional, no filme de golfe independente Seven Days in Utopia (2010).
Ele retratou Pee Wee Reese, do Brooklyn Dodgers, no filme de drama 42 (2013).  Black, tendo feito filmes esportivos anteriores e praticado esportes no início de sua vida, achou a experiência de filmagem "muito mais agradável porque você relembra os dias em que eu costumava jogar e, em seguida, a experiência de fazer parte de um time novamente.  com os atores e ter essa camaradagem com os jogadores ".
Em 2014, Lucas foi escalado para o NCIS: New Orleans como um agente especial do NCIS LaSalle, um agente sem sentido com o lema "trabalhe duro, jogue duro".
Em 2015, Black voltou a interpretar Sean Boswell em Furious 7, fazendo uma participação especial. Apesar dos relatos, Sean não apareceu na oitava edição. Em julho de 2016, Black declarou no Chris Mannix Show que não poderia retornar devido a sua agenda difícil com o NCIS: New Orleans.
Em novembro de 2019, Lucas Black deixou a série NCIS: New Orleans, para dedicar mais tempo à sua família.  No entanto, várias fontes da mídia especulam que Black deixou o papel para se concentrar em um possível retorno à franquia Fast & Furious com Fast & Furious 9. Ele disse que assinou um contrato com a Universal Pictures para aparecer nos próximos filmes da franquia.
Em janeiro de 2020, Lucas criou um canal no Youtube chamado "Real Life Lucas Black" que atualmente está com 2 mil inscritos. No canal ele fala sobre pescaria.

## Filmografia
| Ano  | Nome original                         | Nome em português (PT)            | Nome em português (BR)                | Papel                        |
| ---- | ------------------------------------- | --------------------------------- | ------------------------------------- | ---------------------------- |
| 2020 | Fast 9                                | Velocidade Furiosa 9              | Velozes e Furiosos 9                  | Sean Boswell                 |
| 2015 | The Fast & Furious 7                  | Velocidade Furiosa 7              | Velozes e Furiosos 7                  | Sean Boswell                 |
| 2013 | 42                                    |                                   | 42 - A História de Uma Lenda          | Pee Wee Reese                |
| 2011 | Seven Days in Utopia                  |                                   |                                       | Luke Chisholm                |
| 2010 | Legion                                |                                   | Legião                                | Jeep Hansen                  |
| 2009 | Get Low                               |                                   | Segredos de um Funeral                | Buddy Robinson               |
| 2006 | The Fast and the Furious: Tokyo Drift | Velocidade Furiosa: Ligação Tókio | Velozes e Furiosos: Desafio em Tóquio | Sean Boswell                 |
| 2006 | Killer Diller                         |                                   | Tocando Rock                          | Vernon                       |
| 2005 | Deepwater                             | Águas Profundas                   | Deepwater a Cidade do Medo            | Nat Banyon                   |
| 2005 | Jarhead                               | Máquina Zero                      | Soldado Anônimo                       | Kruger                       |
| 2004 | Friday Night Lights                   |                                   | Tudo Pela Vitória                     | Mike Winchell                |
| 2003 | Cold Mountain                         | Cold Mountain                     | Cold Mountain                         | Oakley                       |
| 2000 | All the Pretty Horses                 |                                   | Espírito Selvagem                     | Jimmy Blevins                |
| 2000 | The Miracle Worker                    | O trabalhador milagroso           |                                       | James Keller                 |
| 1999 | Crazy in Alabama                      | Malucos em Alabama                | Loucos em Alabama                     | Peter Joseph 'Peejoe' Bullis |
| 1998 | The X Files                           | Arquivo X                         | Arquivo X - O Filme                   | Stevie                       |
| 1997 | Flash                                 | Flash                             | Meu Amigo Flash                       | Connor                       |
| 1996 | Ghosts of Mississippi                 | Fantasmas do Passado              | Fantasmas do Passado                  | Burt DeLaughter              |
| 1996 | Sling Blade                           |                                   |                                       | Frank Wheatley               |
| 1995 | Aamerican Gothic                      |                                   |                                       | Caleb Temple                 |
| 1994 | The War (filme)                       |                                   | A Árvore dos Sonhos                   | Ebb                          |

## Prémios (indicações e atribuições)
| Ano  | Emissor                    | Prémio                                                                                      | Vencedor? | Filme/Série                           | Observações                                                                                                  |
| ---- | -------------------------- | ------------------------------------------------------------------------------------------- | --------- | ------------------------------------- | --- |
| 1997 | Saturn Award               | Melhor Desempenho de Jovem Actor                                                            | Sim       | Sling Blade                           | |
| 1997 | Chlorturdis Award          | Melhor Actor Secundário                                                                     | Não       | Sling Blade                           | |
| 1997 | Screen Actors Guild Awards | Melhor Desempenho do Elenco                                                                 | Não       | Sling Blade                           | Partilhado com Billy Bob Thornton, Dwight Yoakam, J. T. Walsh, John Ritter, Natalie Canerday e Robert Duvall |
| 1997 | Young Artist Award         | Melhor Desempenho em filme para Jovem Actor Principal                                       | Sim       | Sling Blade                           | |
| 1997 | YoungStar Award            | Melhor Desempenho de Jovem Actor em Filme Dramático                                         | Sim       | Sling Blade                           | |
| 1997 | YoungStar Award            | Melhor Desempenho de Jovem Actor em Série de Televisão Dramática                            | Não       | American Gothic                       | |
| 1998 | YoungStar Award            | Melhor Desempenho em Filme ou minissérie para Televisão por Jovem Actor num Papel Principal | Não       | Flash                                 | |
| 2000 | Sierra Award               | Juventude em Filme                                                                          | Não       | All the Pretty Horses                 | |
| 2000 | Young Artist Award         | Melhor Desempenho num Filme para Jovem Ator Principal                                       | Não       | Crazy in Alabama                      | |
| 2000 | Young Artist Award         | Melhor Desempenho de Actor Jovem em Filme Dramático                                         | Não       | Crazy in Alabama                      | |
| 2001 | Young Artist Award         | Melhor Desempenho de Jovem Actor Secundário em Filme                                        | Não       | All the Pretty Horses                 | |
| 2006 | Teen Choice Award          | Filmes - Alternativos (Masculino)                                                           | Não       | The Fast and the Furious: Tokyo Drift | |